# Lunar Atmosphere and Dust Environment Explorer

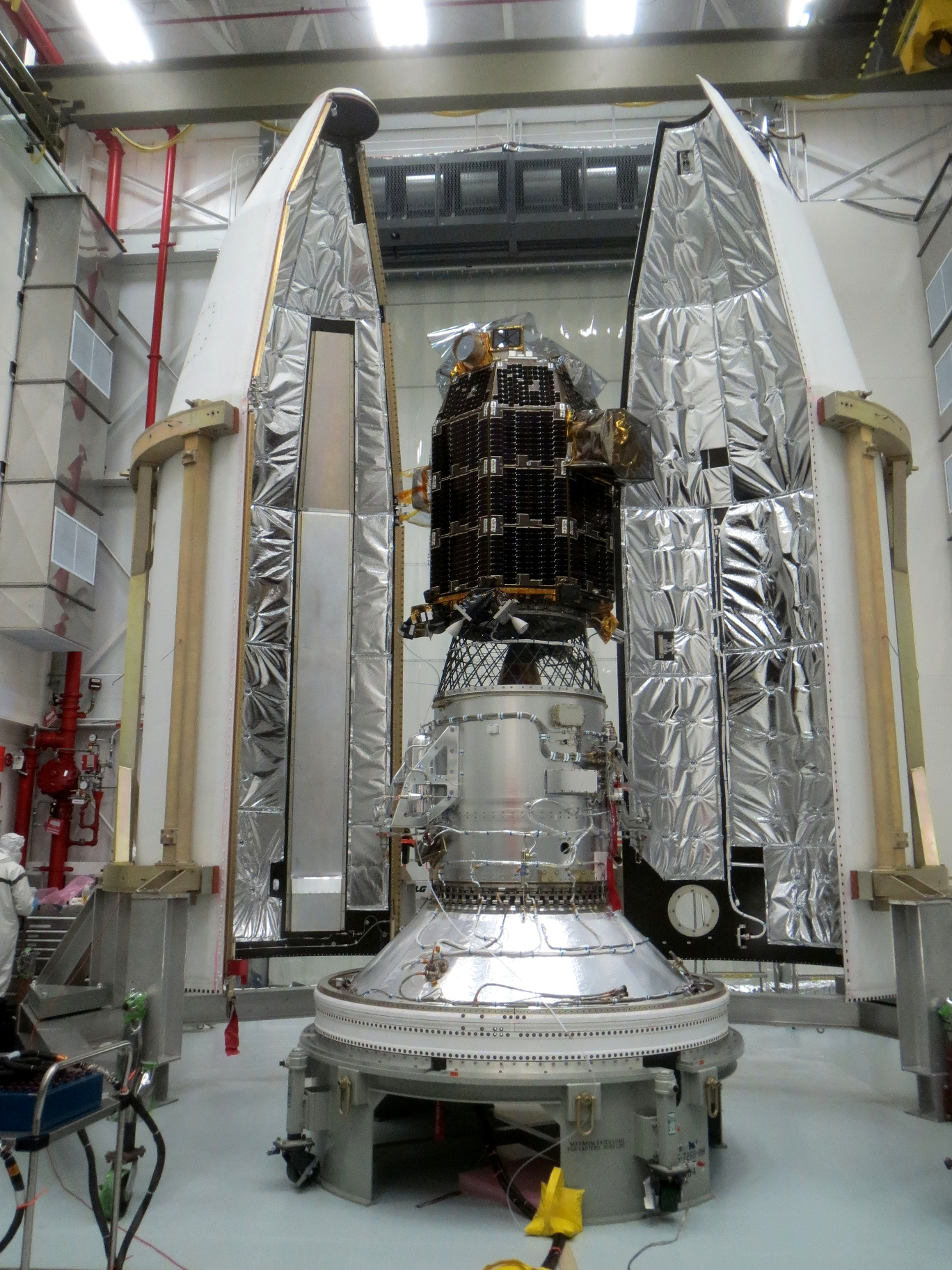
LADEE bij het insluiten in de neuskegel van de lanceerraket

Lunar Atmosphere and Dust Environment Explorer (LADEE) was een onbemande ruimtesonde van de NASA voor de studie van de exosfeer en van stof rond de Maan. LADEE werd ontwikkeld door het Ames Research Center en het Goddard Space Flight Center van NASA.

## Wetenschappelijke instrumenten
Doel van de missie was de studie naar de samenstelling, dichtheid en variatie in tijd en plaats van de ijle exosfeer van de maan en van eventuele stofdeeltjes rond de maan. Hiervoor had LADEE drie instrumenten aan boord:
- de ultraviolet/zichtbare spectrometer (UVS) die de samenstelling van de maanatmosfeer bepaalde;
- de neutrale-massaspectrometer (NMS), die variaties in de maanatmosfeer over meerdere omlopen mat;
- het Lunar Dust Experiment (LDEX), waarmee stofdeeltjes gevangen en geanalyseerd werden. Met LDEX wou NASA antwoord krijgen op de vraag of de diffuse gloed rond de Maan die door astronauten van het Apolloprogramma en tijdens het onbemande Surveyorprogramma[1] werd waargenomen afkomstig kan zijn van elektrisch geladen stofdeeltjes.

Tijdens de missie werd ook een nieuwe datacommunicatietechnologie getest met lasers. Daarmee kan meer dan 600 megabit per seconde verstuurd worden, vergeleken met 100 megabit per seconde die met radiosignalen mogelijk is.
De sonde heeft een gewicht van 383 kg. De voorziene duur van de metingen was 100 dagen.

## Verloop van de missie
LADEE werd door lanceerbedrijf Orbital Sciences Corporation gelanceerd op 7 september 2013 om 03.27 UTC (6 september plaatselijke tijd) met een Minotaur V vanaf lanceerplatform 0B van de Mid-Atlantic Regional Spaceport op Wallops Island, Virginia.
De sonde werd stapsgewijs in een zeer excentrisch elliptische omloopbaan gebracht met een periselenium van ongeveer 1460 km en een aposelenium van 375.000 km. Die bracht de sonde op 6 oktober 2013 in het aantrekkingsveld van de maan en ze werd toen in een tijdelijke cirkelvormige selenocentrische baan gebracht op een hoogte van ongeveer 250 km. Na een periode van ongeveer een maand waarin de systemen aan boord uitgetest werden, zou de eigenlijke wetenschappelijke missie uitgevoerd worden in een baan op een hoogte van 20 tot 60 km. De voorziene duur van deze "science phase" was 100 dagen. Daarna zou de sonde gecontroleerd op het maanoppervlak neerstorten.
Op 20 november 2013 werd een begin gemaakt met de metingen, het laagste punt van de baan was toen 20-50 km. In maart en april 2014 werd de baan steeds verder verlaagd tot dit op 5 april nog maar 3 km was. 18 april 2014 is de satelliet neergestort op de achterzijde van de maan.
LADEE heeft 700.000 geladen deeltjes geanalyseerd en 11000 stofdeeltjes. De proef met lasercommunicatie verliep succesvol

## Trivia

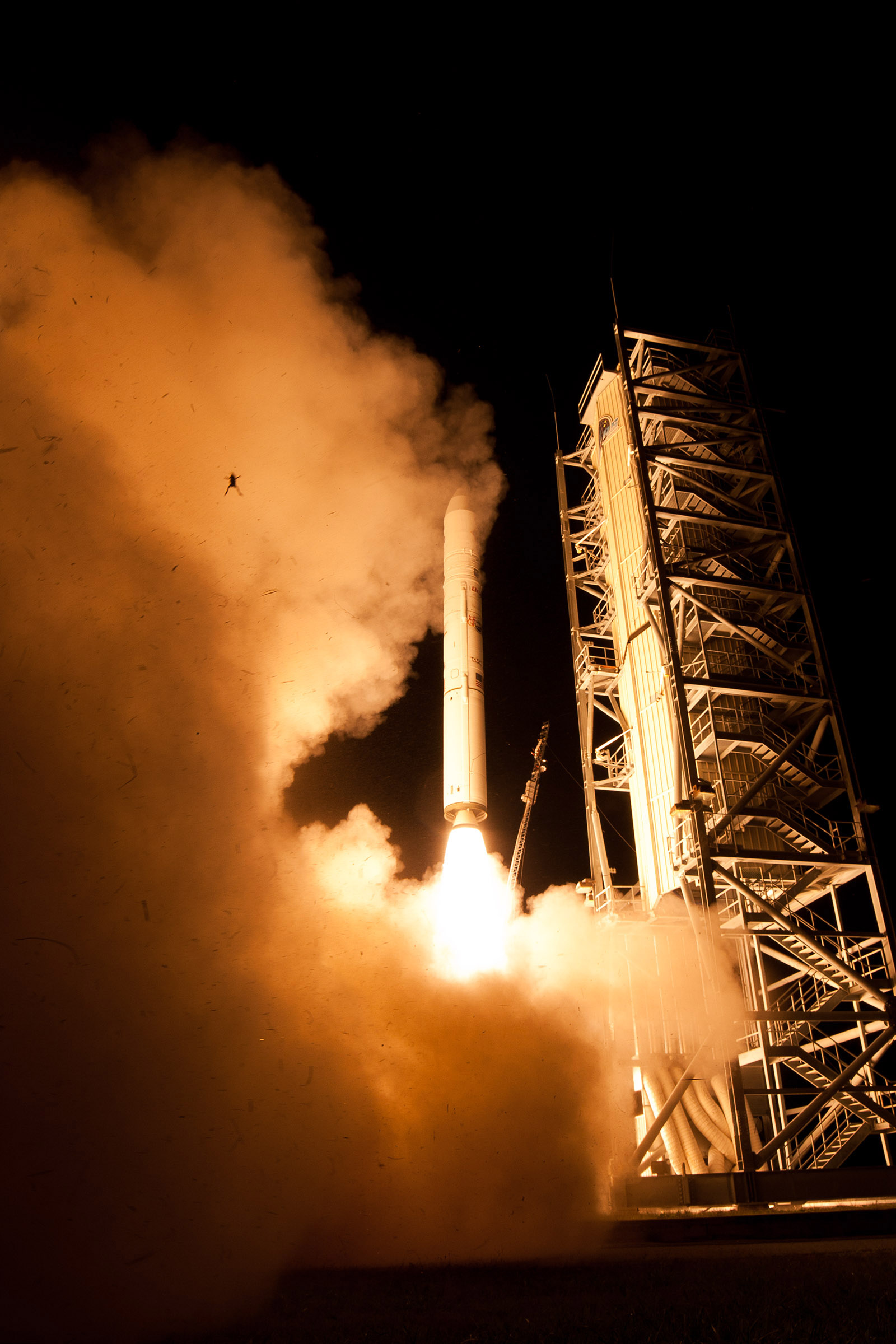
De kikker op de lanceringsfoto

- Op een foto van de lancering die populair werd op sociale media is het silhouet van een kikker te zien die door de drukgolf hoog de lucht in werd geslingerd.[3]